# Слейтон (Міннесота)
Слейтон (англ. Slayton) — місто (англ. city) в США, в окрузі Маррей штату Міннесота. Населення — 2013 особи (2020).

## Географія
Слейтон розташований за координатами 43°59′25″ пн. ш. 95°45′28″ зх. д. / 43.99028° пн. ш. 95.75778° зх. д. (43.990285, -95.757705).  За даними Бюро перепису населення США в 2010 році місто мало площу 5,07 км², уся площа — суходіл.

## Демографія
Згідно з переписом 2010 року, у місті мешкали 2153 особи в 946 домогосподарствах у складі 566 родин. Густота населення становила 425 осіб/км².  Було 1048 помешкань (207/км²).
Расовий склад населення:
| - 98,0 % — білих - 0,3 % — чорних або афроамериканців - 0,2 % — азіатів - 0,1 % — корінних американців |

До двох чи більше рас належало 0,7 %. Частка іспаномовних становила 1,2 % від усіх жителів.
За віковим діапазоном населення розподілялося таким чином: 23,3 % — особи молодші 18 років, 49,8 % — особи у віці 18—64 років, 26,9 % — особи у віці 65 років та старші. Медіана віку мешканця становила 43,5 року. На 100 осіб жіночої статі у місті припадало 88,5 чоловіків;  на 100 жінок у віці від 18 років та старших — 86,2 чоловіків також старших 18 років.
Середній дохід на одне домашнє господарство  становив 52 775 доларів США (медіана — 43 472), а середній дохід на одну сім'ю — 65 800 доларів (медіана — 60 625). Медіана доходів становила 45 714 долари для чоловіків та 34 145 доларів для жінок. За межею бідності перебувало 14,1 % осіб, у тому числі 21,1 % дітей у віці до 18 років та 13,5 % осіб у віці 65 років та старших.
Цивільне працевлаштоване населення становило 977 осіб. Основні галузі зайнятості: освіта, охорона здоров'я та соціальна допомога — 36,4 %, роздрібна торгівля — 13,8 %, виробництво — 13,2 %.